# 3022 (pel·lícula)
3022 és una pel·lícula de ciència-ficció estatunidenca del 2019 dirigida per John Suits i protagonitzada per Omar Epps, Kate Walsh, Miranda Cosgrove i Angus Macfadyen. La pel·lícula està ambientada en una estació espacial en el futur. La tripulació pateix estrès traumàtic i considera abandonar la seva missió després d'observar el que creuen que és la destrucció de la Terra. La pel·lícula es mostra com una sèrie de salts enrere i endavant. S'ha doblat i subtitulat al català.